# Asociación Norteamericana de Vexilología
La Asociación Norteamericana de Vexilología (en inglés: North American Vexillological Association, en francés: Association nord-américaine de vexillologie) es una organización dedicada al estudio y desarrollo de la vexilología (el estudio de las banderas), cuyo ámbito de actuación principal es América del Norte (aunque no incluye a México, otro de los países de Norteamérica).
Se fundó el 3 de junio de 1967, y fue uno de los miembros fundacionales de la Federación Internacional de Asociaciones Vexilológicas, el 7 de septiembre de 1969.

## Bandera
La bandera de la asociación fue elegida en un concurso público llevado a cabo en 1967. La propuesta ganadora fue presentada por Harry F. Manogg. Los colores incluyen los que forman las banderas nacionales de Estados Unidos y Canadá, y el diseño muestra la letra "V", inicial de vexilología en blanco.

## Publicaciones
NAVA publica 3 veces al año NAVA News y 1 vez al año Raven.

## Congresos
NAVA organiza todos los años un congreso de vexilología, adonde acuden sus socios, que en su mayoría son vexilólogos de Canadá y Estados Unidos.

### Congresos Norteamericanos de Vexilología
| CNV     | Año  | Ciudad           | Estado / Provincia   | País                      |
| ------- | ---- | ---------------- | -------------------- | ------------------------- |
| I       | 1967 | Purchase         | Nueva York           | Estados Unidos            |
| II      | 1968 | Chillum          | Maryland             | Estados Unidos            |
| III     | 1969 | Boston           | Massachusetts        | Estados Unidos            |
| IV      | 1970 | Pittsburgh       | Pensilvania          | Estados Unidos            |
| V       | 1971 | Ottawa           | Ontario              | Canadá                    |
| VI      | 1972 | Chicago          | Illinois             | Estados Unidos            |
| VII     | 1973 | Filadelfia       | Pensilvania          | Estados Unidos            |
| VIII    | 1974 | Baltimore        | Maryland             | Estados Unidos            |
| IX      | 1975 | Cleveland        | Ohio                 | Estados Unidos            |
| X       | 1976 | Toronto          | Ontario              | Canadá                    |
| XI      | 1977 | Washington       | Distrito de Columbia | Estados Unidos            |
| XII     | 1978 | Montgomery       | Alabama              | Estados Unidos            |
| XIII    | 1979 | Salem            | Massachusetts        | Estados Unidos            |
| XIV     | 1980 | San Luis         | Misuri               | Estados Unidos            |
| XV      | 1981 | Ottawa           | Ontario              | Canadá                    |
| XVI     | 1982 | Pittsburgh       | Pensilvania          | Estados Unidos            |
| XVII    | 1983 | Nueva York       | Nueva York           | Estados Unidos            |
| XVIII   | 1984 | Vancouver        | Columbia Británica   | Canadá                    |
| XIX     | 1985 | Kansas City      | Misuri               | Estados Unidos            |
| XX      | 1986 | Trenton          | Nueva Jersey         | Estados Unidos            |
| XXI     | 1987 | San Francisco    | California           | Estados Unidos            |
| XXII    | 1988 | Portsmouth       | Nuevo Hampshire      | Estados Unidos            |
| XXIII   | 1989 | Dallas           | Texas                | Estados Unidos            |
| XXIV    | 1990 | Toronto          | Ontario              | Canadá                    |
| XXV     | 1991 | Minneapolis      | Minnesota            | Estados Unidos            |
| XXVI    | 1992 | San Antonio      | Texas                | Estados Unidos            |
| XXVII   | 1993 | Portland         | Maine                | Estados Unidos            |
| XXVIII  | 1994 | Portland         | Oregón               | Estados Unidos            |
| XXIX    | 1995 | Covington        | Kentucky             | Estados Unidos            |
| XXX     | 1996 | Sacramento       | California           | Estados Unidos            |
| XXXI    | 1997 | Chicago          | Illinois             | Estados Unidos            |
| XXXII   | 1998 | Ciudad de Quebec | Quebec               | Canadá                    |
| XXXIII  | 1999 | Victoria         | Columbia Británica   | Canadá                    |
| XXXIV   | 2000 | East Lansing     | Míchigan             | Estados Unidos            |
| XXXV    | 2001 | Norfolk          | Virginia             | Estados Unidos            |
| XXXVI   | 2002 | Aurora           | Colorado             | Estados Unidos            |
| XXXVII  | 2003 | Montreal         | Quebec               | Bandera de Canadá. Canadá |
| XXXVIII | 2004 | Indianápolis     | Indiana              | Estados Unidos            |
| XXXIX   | 2005 | Nashville        | Tennessee            | Estados Unidos            |
| XL      | 2006 | Reno             | Nevada               | Estados Unidos            |
| XLI     | 2007 | Glastonbury      | Connecticut          | Estados Unidos            |
| XLII    | 2008 | Austin           | Texas                | Estados Unidos            |
| XLIII   | 2009 | Charleston       | Carolina del Sur     | Estados Unidos            |
| XLIV    | 2010 | Los Ángeles      | California           | Estados Unidos            |
| XLV     | 2011 | Washington       | Distrito de Columbia | Estados Unidos            |
| XLVI    | 2012 | Columbus         | Ohio                 | Estados Unidos            |
| XLVII   | 2013 | Salt Lake City   | Utah                 | Estados Unidos            |
| XLVIII  | 2014 | Nueva Orleans    | Luisiana             | Estados Unidos            |
| XLIX    | 2015 | Ottawa           | Ontario              | Canadá                    |
| L       | 2016 | Campbell         | California           | Estados Unidos            |
| LI      | 2017 | Boston           | Massachusetts        | Estados Unidos            |
| LII     | 2018 | Ciudad de Quebec | Quebec               | Canadá                    |
| LIII    | 2019 | San Antonio      | Texas                | Estados Unidos            |
| LIV     | 2020 | Cyberspace       |                      |                           |
| LIV     | 2021 | Cyberspace       |                      |                           |
| LV      | 2022 | St. Augustine    | Florida              | Estados Unidos            |
| LV      | 2023 | Philadelphia     | Pensilvania          | Estados Unidos            |